# Lista de produtos da Yamaha
Segue a lista de produtos da Yamaha Corporation.

## Motocicletas

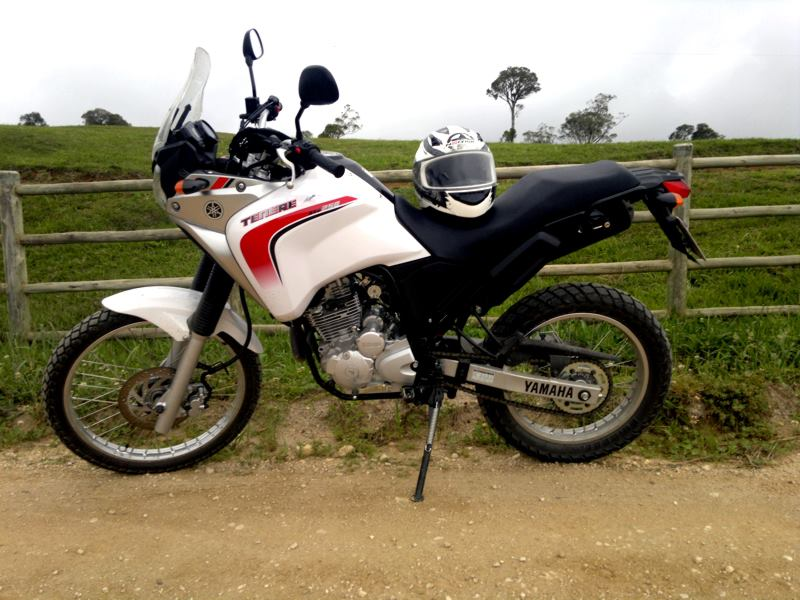
XTZ 250 Ténéré

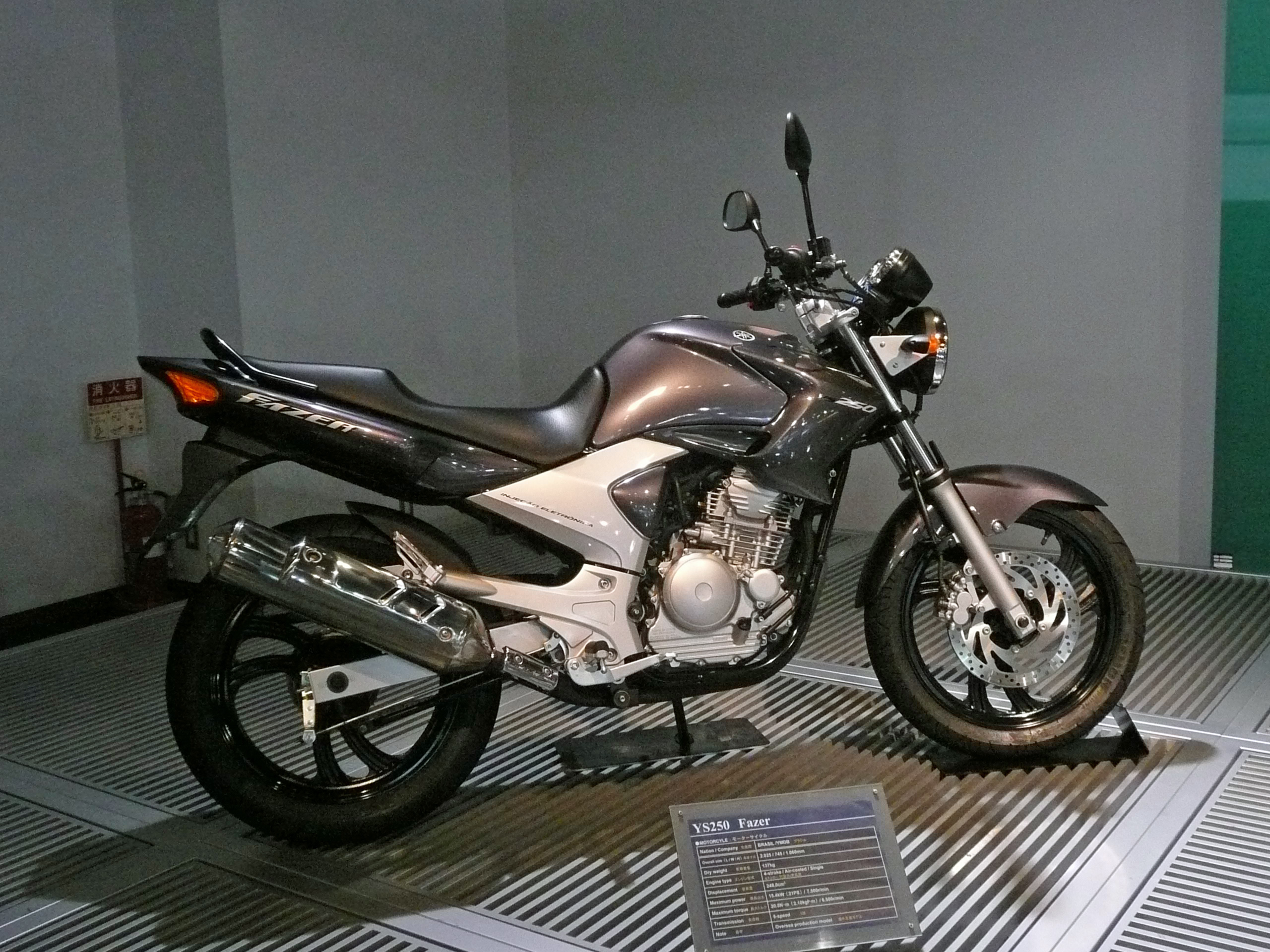
YS 250 Fazer

### XTZ 250 Ténéré
A XTZ 250 Ténéré, assim como a Lander, possui freio a disco nas duas rodas, sendo o disco dianteiro com 245mm de diâmetro (pistão duplo) e o traseiro com 203mm (pistão simples). Tem características de moto de rallye e tal qual a Yamaha XTZ 750 SuperTénéré, possui tanque com maior autonomia, para-lamas dianteiro colado na roda. A suspensão está mais voltada ao uso urbano já que o curso é menor que o de sua irmã a Yamaha XTZ 250 Lander, são 220mm de curso na dianteira e 240mm na traseira. O painel, globo ótico do farol, e demais acessórios de navegação ficam fixos na carenagem, deixando o guidão mais leve, e com apenas os equipamentos do punho. Possui banco em degrau e diversas opções de odometria.

### YS 250 Fazer
A Fazer 250, é uma motocicleta da categoria Street. Lançada em 2005, trata-se de uma motocicleta de baixa cilindrada voltada ao uso urbano. Sua versão ys movida somente a gasolina produziu até 2014. A partir de 2015 saíram apenas na versão blueflex. Foi eleita a moto do ano pela Revista Duas Rodas em 2006 e 2007. Em 2018, fruto de uma parceria entre Brasil, Japão e Índia, foi relançada como Fazer 250 2018 e foi vendida como uma versão abrasileirada da FZ25 indiana.
A nova Fazer 250 tem o apelo mais urbano, com guidão mais alto e pedaleiras mais recuadas, o piloto fica mais encaixado ao modelo. Os bancos são em dois níveis e o conjunto do chassi e suspensão deixaram a moto mais dura, mas sem comprometer o conforto. Uma alteração no ângulo de inclinação da suspensão dianteira, que ficou mais fechado, deixou a frente da moto muito ágil, facilitando trocas de direção rápidas. Mudanças estas que trazem sensação de esportividade mesmo com 250cc porém com comportamento mais liso e menos ruidoso. Devido a essas melhorias, os índices de consumo também subiram, com a boa média de consumo em torno de 37 km/litro e o tanque de 14 litros, dão uma autonomia de aproximadamente 518 quilômetros rodados. 

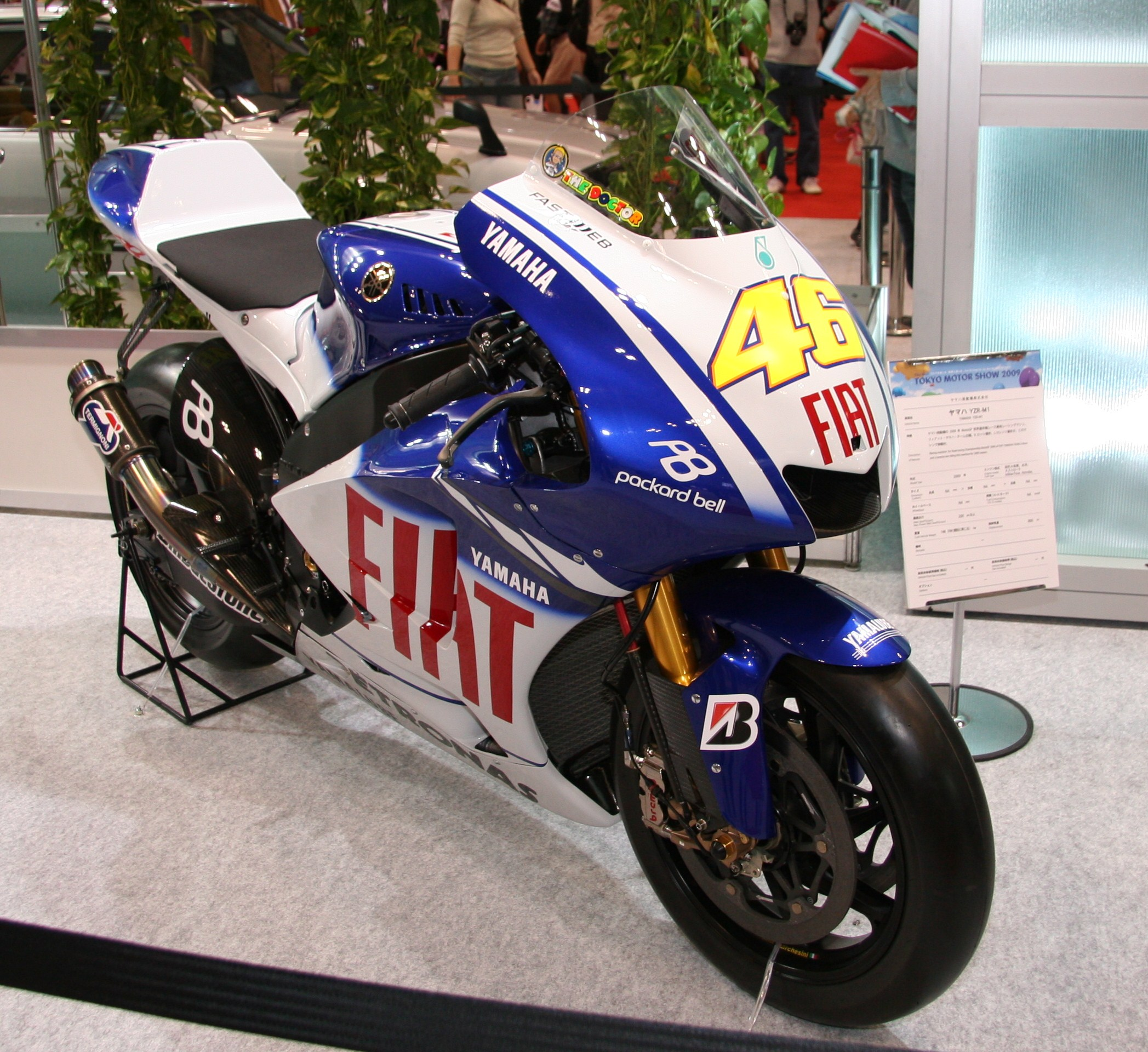
YZR-M1

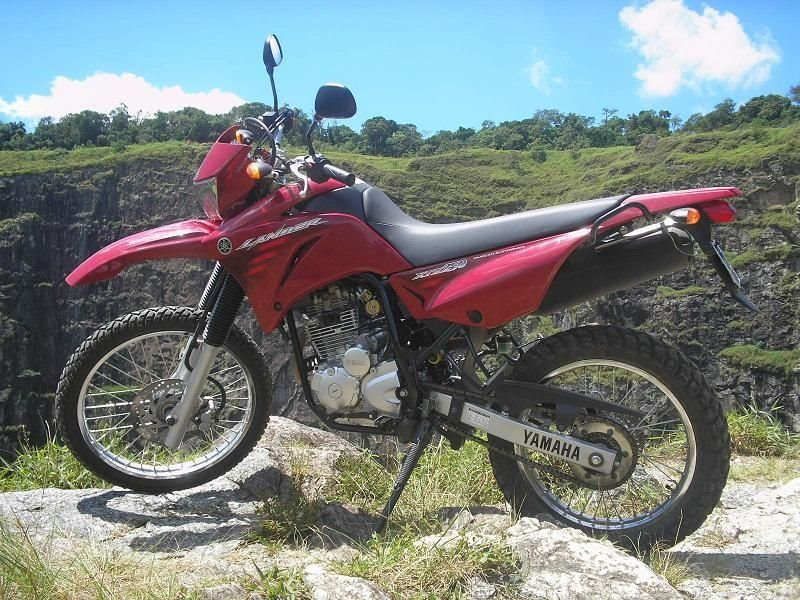
XTZ 250 Lander

### YZR-M1
A YZR-M1 foi desenvolvida em 2004 com ajuda do piloto Valentino Rossi para competição no Campeonato Mundial de Moto GP. Correndo com a YZR-M1, Rossi venceu sete GPs (2004, 2005, 2008, 2009, 2010, 2012 e 2015) em nove temporadas concorridas. À temporada de 2019, a YZR-M1 foi utilizada por Rossi e seu parceiro Maverick Viñales.

### Fazer 150
A Fazer 150 é uma motocicleta produzida e lançada no Brasil em 2013. A primeira motocicleta de 150cc comercializada no país pela Yamaha, chegou com as versões ED e SED. O propulsor de 149,3 cm³ empurra bem, e é fácil desenvolver velocidade, graças, a um câmbio bem escalonado e de engates precisos. Os freios são competentes e os pneus sem câmara transmitem segurança, desde que respeitando limites da própria moto. Outras características e acabamentos complementam o seu estilo mais esportivo que também a diferenciam dos outros modelos da categoria. No conforto, permite bom encaixe das pernas da mesma forma que no banco o piloto fica encaixado. A posição do guidão e das pedaleiras estão bem ajustadas e o resultado é uma posição de dirigir natural e segura. Traz dois amortecedores traseiros com ajuste na pré-carga das molas e garfo telescópico na dianteira.

### XTZ 250 Lander
A XTZ 250 Lander tinha como características um sistema de indução de ar interligado ao sistema de injeção eletrônica, ao filtro de ar, ao catalisador e ao cabeçote; globo ótico do tipo multirefletor, com estruturas diferentes; painel de instrumentos totalmente digital com marcadores de gasolina, reserva, relógio, velocímetro e rotações digitais, além do odômetro de três fases (Comum, Ftrip1 2); injeção eletrônica de combustível; peso a seco de 130 kg; motor mais esperto em baixas rotações, porém barulhento SOHC; 21cv/2,10kgf de torque; pneu dianteira de menor espessura (Lander 80/90-21).

### RD 350
A RD 350 foi uma série de motocicletas comercializadas desde 1973. No Brasil, onde chegou em 1974, os modelos da década de 70 fizeram grande sucesso, fazendo com que ganhasse o apelido de "Viúva Negra" por sua potência, conhecida também por "tampa de caixao" devido a sua grande potencia e baixo poder de freagem. Dominou o mercado à época por não ter motos que competissem em potência.

### XJ6
O modelo XJ6 é do tipo 600 cc partida elétrica, com motor 4 cilindros de 4 tempos, 16 V DOHC, com potência de 77,5 a 10 000 cv a rpm, torque 6,1 a 8500 mkgf a rpm, alcançando desempenho de 4,55 segundos de 0-100 km/h; taxa de compressão de 12,2:1; tanque com capacidade de 17,3 litros.
Um chassi tipo diamante tubular feito de aço, com 147 cm entre-eixos, comprimento de 214,5 cm por 78 cm de largura e; altura de 108,5 cm.
A suspensão dianteira com garfo telescópico hidráulico regulável, 130 mm de curso e; traseira com braço oscilante monochoque. Freio dianteiro de disco duplo de 298 mm e pinça de 4 pistões opostos e; traseiro de disco simples de 245 mm e pinça de pistão simples.

A XJ6 com motor de quatro cilindros foi suscedida pela MT-07 com motor de dois cilindros em linha; a Yamaha investiu nesse modelo mais confortável e econômico.